# Man må lade folk tale, eftersom fisk ikke kan
|  | Denne artikel er oprettet af botten PalnaBot ud fra en ekstern database. Den kan derfor have sproglige fejl eller mangler. Denne skabelon kan fjernes efter kontrol af indholdet. |

Man må lade folk tale, eftersom fisk ikke kan er en eksperimentalfilm fra 2001 skrevet og instrueret af Louise Bruun.

## Handling
En eksperimenterende animationsfilm, bygget på ti klassiske danske ordsprog. Det er en dukkefilm sat ind i et 2D univers. Handlingen er bygget op efter talemåden; to skridt frem og et tilbage (i den forstand at skridt er byttet ud med scener).